# Wien (flod)

Wien är en flod eller å som rinner upp i västra delen av Wienerwald och som flyter i en båge genom Wien för att slutligen rinna ut i Donaukanalen vid det östra hörnet av den historiska stadskärnan. Den är 34 km lång och avvattnar 230 km². Ungefär halva loppet ligger i Niederösterreich, resten i Wien.
Genom att avrinningsområdet ligger på förhållandevis vattentät sandsten, kan flodens vattenflöde på mycket kort tid öka upp till 2000 gånger. På grund av detta löper floden inne i Wien en djup betonginklädd flodbädd och är inte tillgänglig för rekreativa ändamål. Floden är dessutom delvis överdäckad.

## Geografi
Wiens källa ligger 520 m ö h på Kaiserbrunnberg vid Rekawinkel. I början kallas floden Dürre Wien tills den i Pressbaum flyter samman med Pfalzauer Bach som också kallas Kalte Wien. I utkanten av Pressbaum är floden uppdämd till Wienerwaldsee. Dammen var ursprungligen också avsedd att förse Wien och Purkersdorf med dricksvatten, men används numera enbart för att reglera flödet.
Efter att ha passerat Pressbaum och Purkersdorf når floden Wien i stadsdelen Penzing. Den bildar sedan gräns mellan Penzing, Rudolfsheim-Fünfhaus, Mariahilf och innerstaden på vänster sida och Hietzing, Meidling, Margareten, Wieden och Landstraße på höger sida innan den rinner ut i Donaukanal.
Flera av de naturliga tillflödena till Wien i dagens stadsområde samlas numera upp i stadens dagvattensystem och når Donau på annan väg.

## Historia
Med början ungefär 1100 anlades många små kvarnar vid floden under grevarna von Forrnbachs ledning. Till kvarnarna hörde ofta vingårdar och gästgiverier. I omgivningen uppstod en träindustri som levde på att hålla kvarnarna i stånd. Åtminstone två kanaler anlades för att avleda flodens vatten till kvarnarna.
Floden orsakade fram till slutet av 1800-talet svåra översvämningar längs sitt lopp, vilket återspeglas bland annat i namnet på förstaden Gumpendorf, som numera tillhör stadsdelen Mariahilf. Redan 1713 och 1781 aviserades regleringsåtgärder, men endast en utgrävning av flodbädden med hjälp av straffångar och plantering av pil och akazia längs med strandkanterna genomfördes. Efter den katastrofala översvämningen 1862 utarbetades ett generalkoncept, som förutom en reglering av Donau och Donaukanal också omfattade en reglering av floden Wien.
Två unga ingenjörer, Atzinger och Grave, offentliggjorde 1874 ett projekt för att med sex vattenreservoarer göra floden farbar. Meningen var att ångbåtar skulle transportera byggmaterial genom staden. Planerna genomfördes emellertid inte, utan 1895 lät stadens oberbaurat Otto Wagner reglera floden.
För att reglera högvattnet anlades en damm vid Pressbaum och en reservoar vid Auhof. Genom staden anlades mellan 1895 och 1899 en djup betongbädd, i vilken floden flyter, och parallellt med denna en stadsjärnvägslinje, en del av Wiens stadsbana, som sedermera byggts om till tunnelbana. Mellan järnvägen och floden står en mur till skydd. På var sida om floden byggdes avloppskanaler, de så kallade kolerakanalerna, som har överloppsöppningar in i flodbädden.
Omkring sekelskiftet 1900 däckades floden över vid nuvarande Naschmarkt och en esplanad, Wienzeile, anlades i riktning mot Schönbrunn. Senare diskuterades, framför allt på 1960-talet, möjligheten att anlägga en stadsmotorväg över floden. Borgmästaren Felix Slavik avfärdade emellerid alla sådana planer i ett linjetal vid Forum Alpbach den 2 september 1972. Motorvägen västerut från Wien börjar därmed först utanför stadsgränsen och breda enkelriktade gator för dit på var sida om floden.

## Nutid
På senare tid har ett kort stycke av flodbädden öppnats för fotgängare och cyklister. Speciella skyltar varnar om en flodvåg skulle närma sig. I det övre loppet pågår en återanpassning av floden till naturligare förhållanden, och en del av dammarna bildar en stor våtmarksbiotop. Muranläggningarna i jugendstil vid floden intill stadsparken har nyligen renoverats.

## Framtid
Av stadens utvecklingsplan från 2005 framgår avsikten att inte däcka över floden ytterligare. Man vill också förbättra möjligheterna att använda den för rekreation. Konkret skall området omkring Schönbrunn få en ny utformning.

## Sevärdheter
Vid Wien ligger Schönbrunn, Naschmarkt, Theater an der Wien och stadsparken. Otto Wagner ville göra en paradgata i jugendstil av Wienzeile, och flera vackra hus av honom och av Jože Plečnik och Oskar Marmorek minner därom. Otto Wagner ritade också flera stationshus till
stadsbanan, som numera används som tunnelbanestationer. 

## Bilder

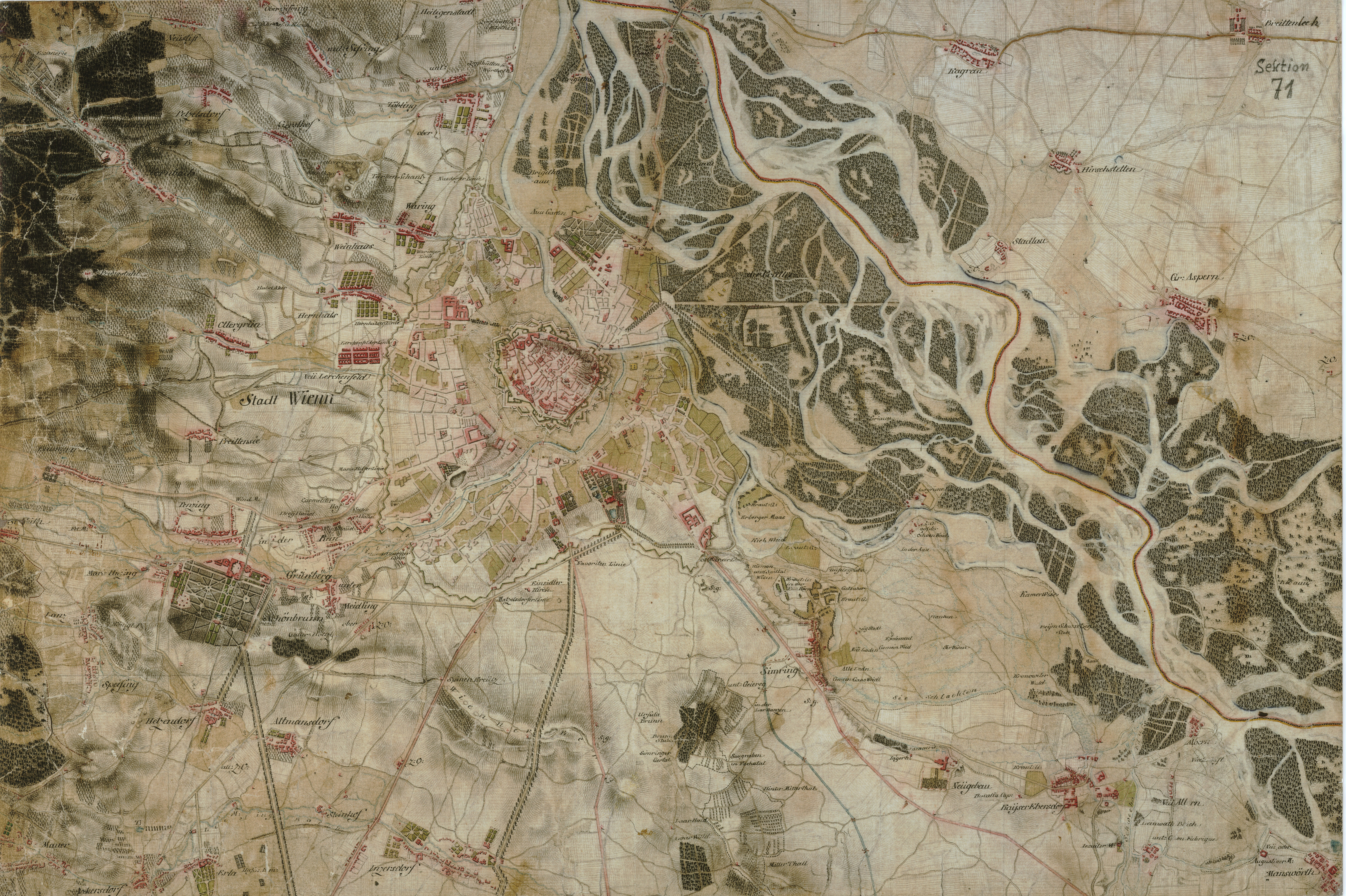
Floden flöt i Wien i en bred bädd med flera sidoarmar eller kvarnbäckar (omkring 1790)
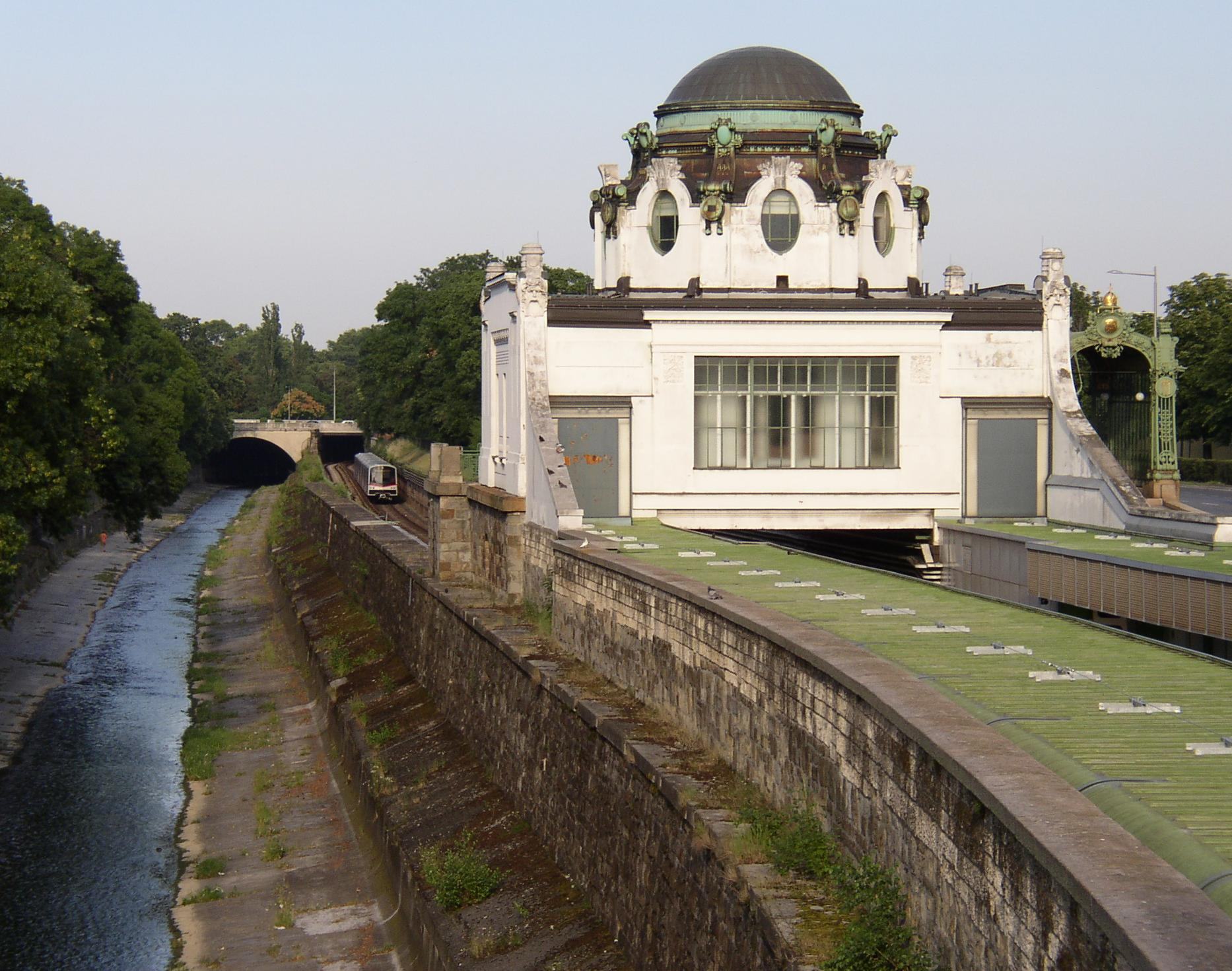
Otto Wagners Stadtbahn-Hofpavillon vid tunnelbanestationen Hietzing
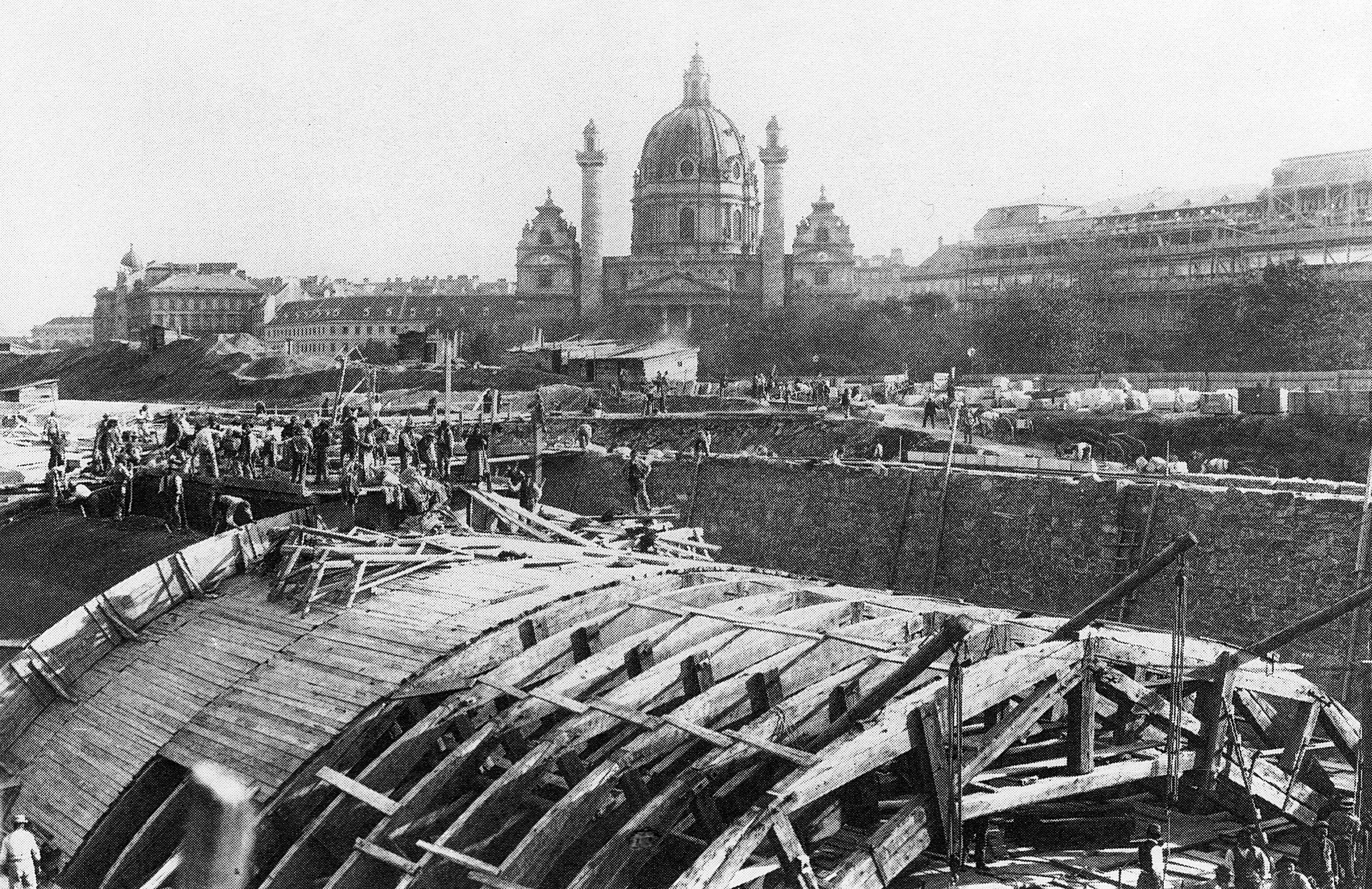
Reglering och överdäckning vid Karlsplatz (1897-98)
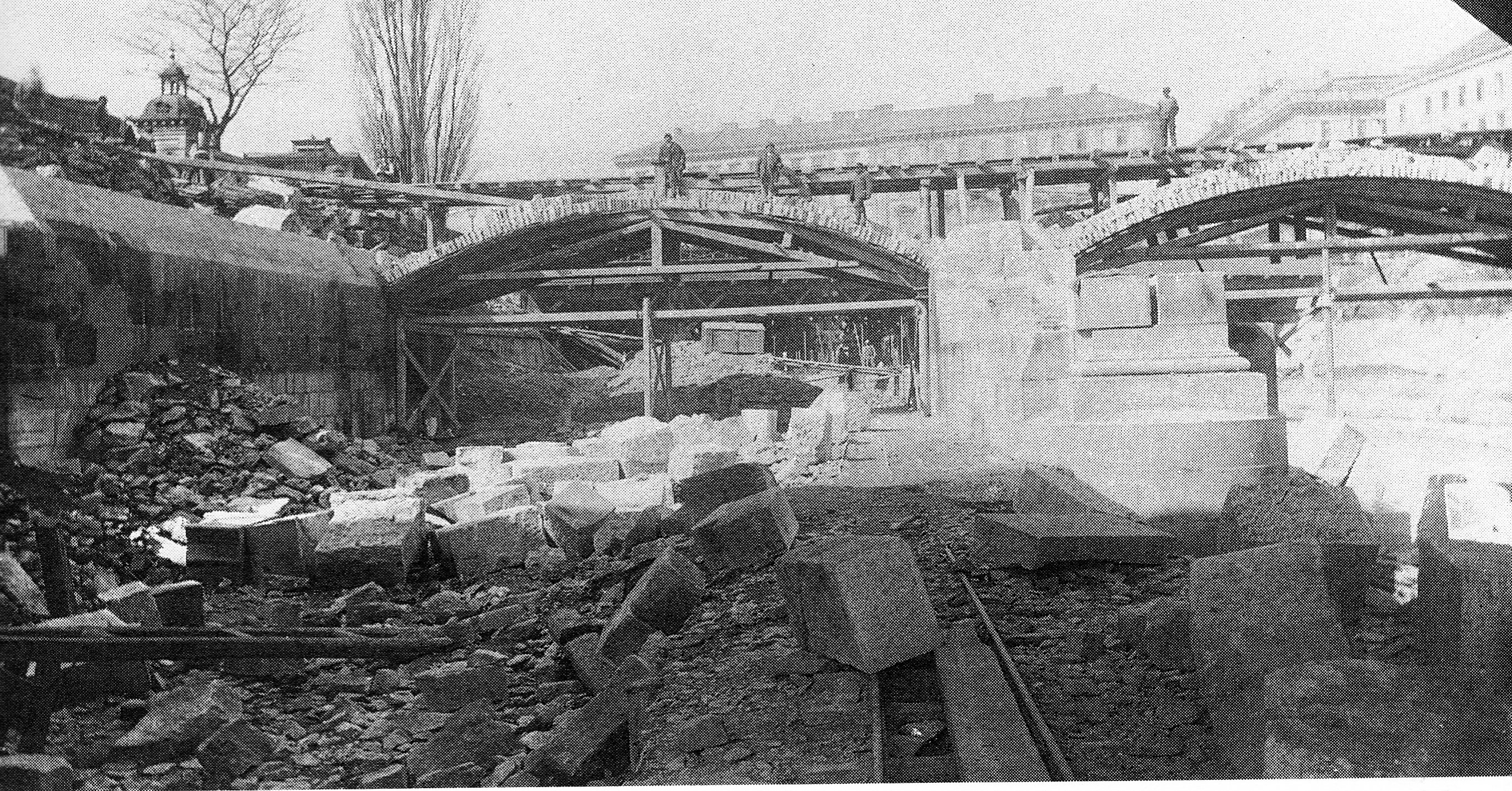
Reglering och överdäckning vid Karlsplatz (1897-98)
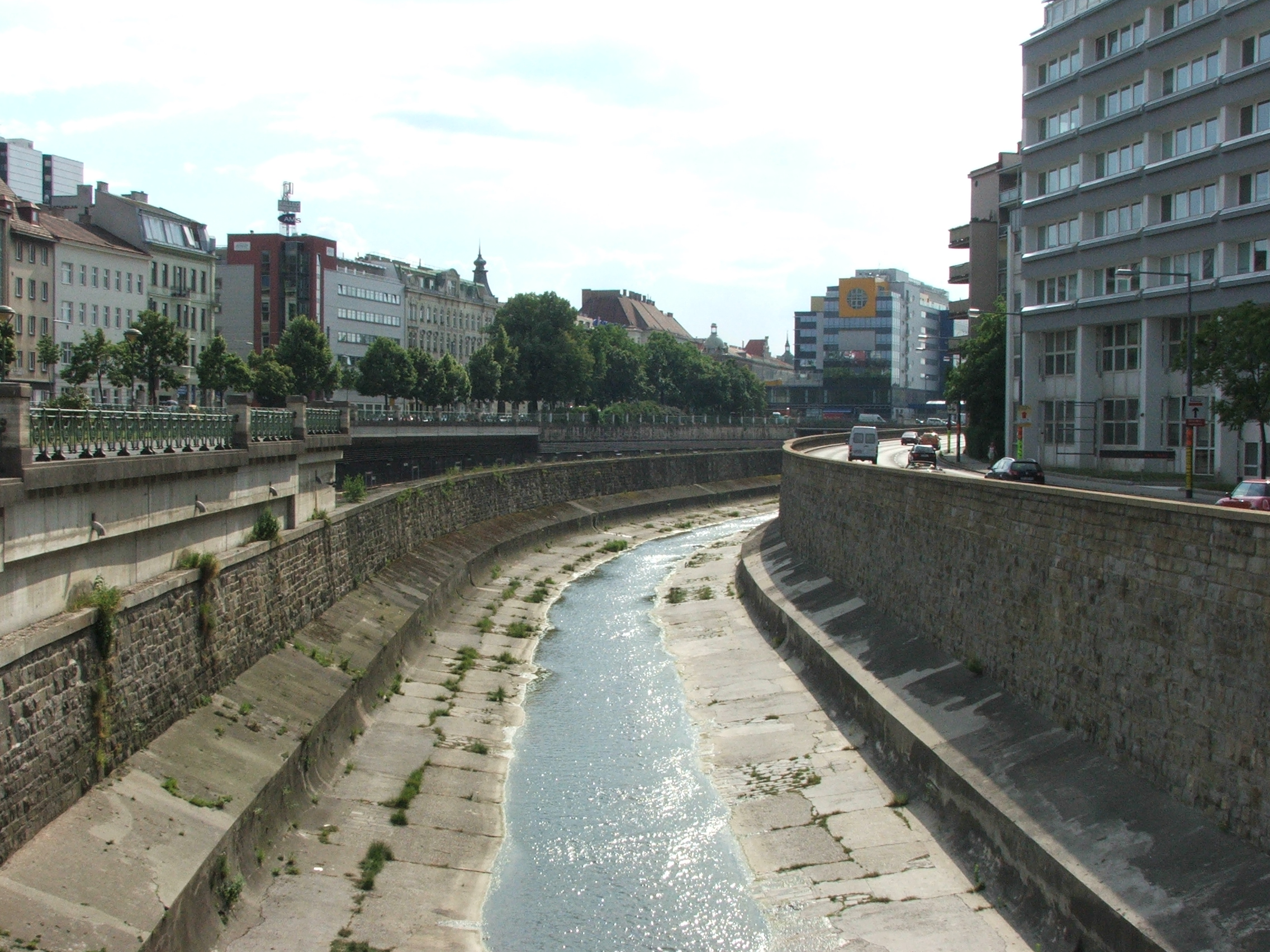
Wien vid tunnelbanestationen Längenfeldgasse
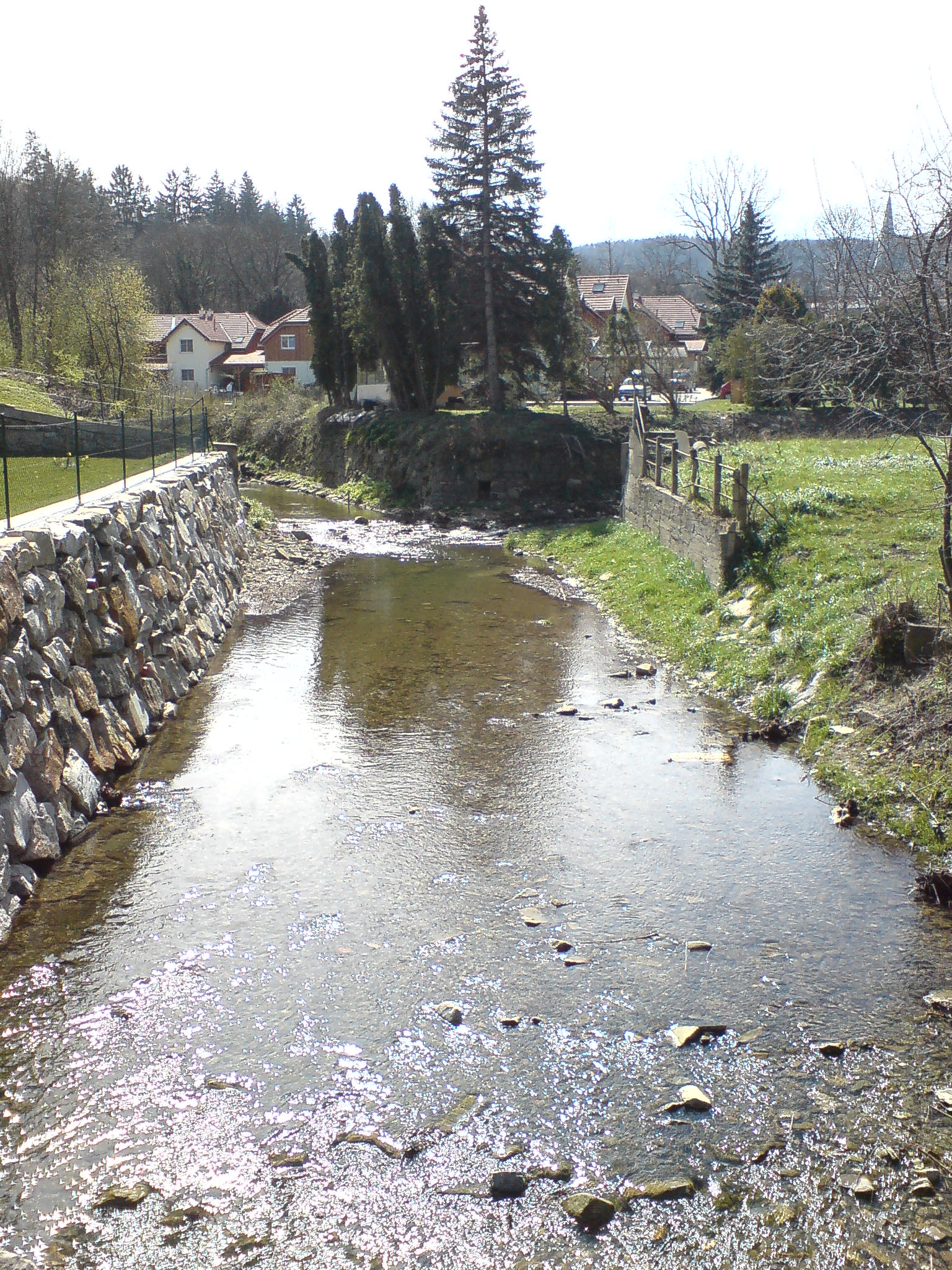
Kalte Wien och Dürre Wien flyter samman i Pressbaum
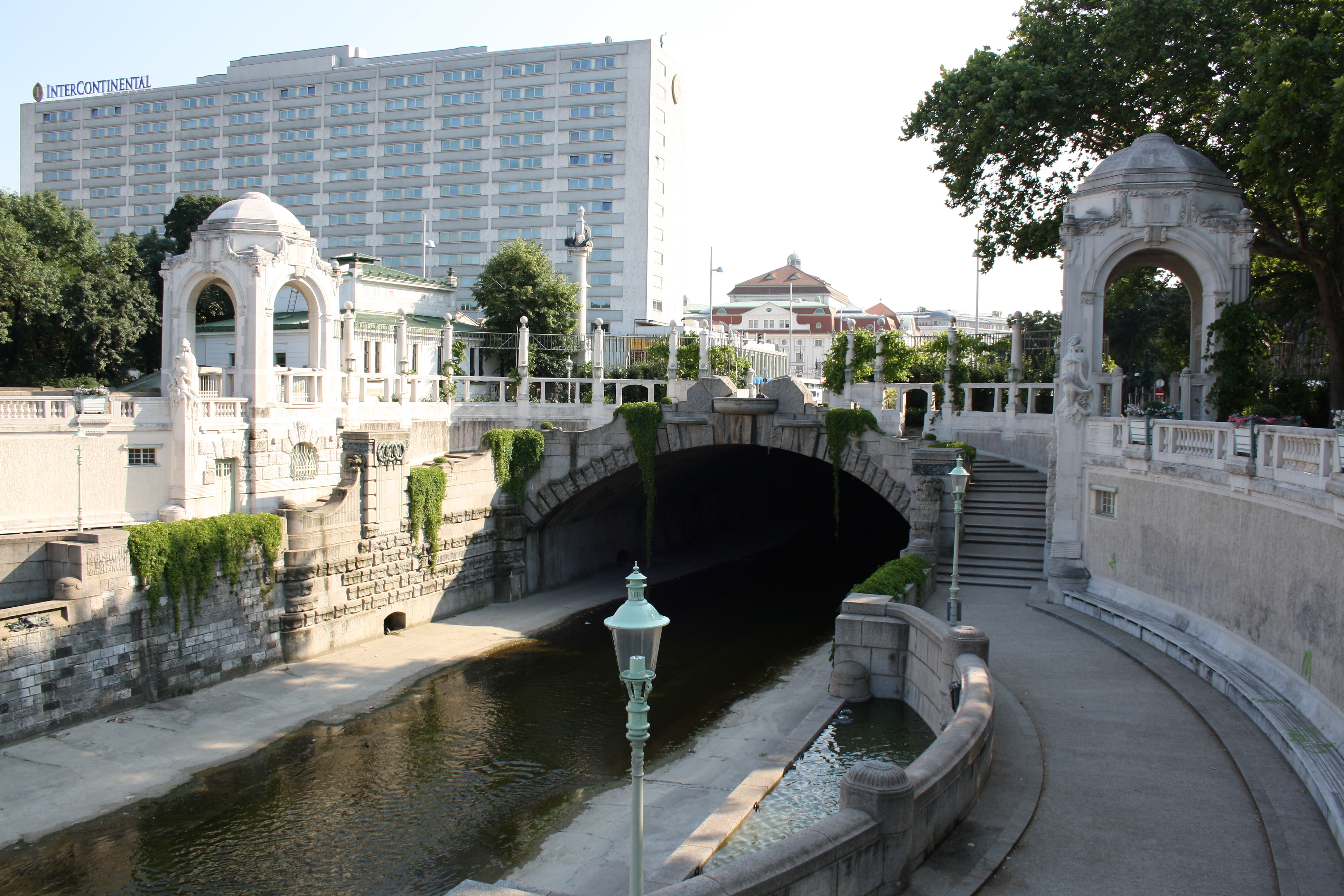
Wienportalen vid stadsparken
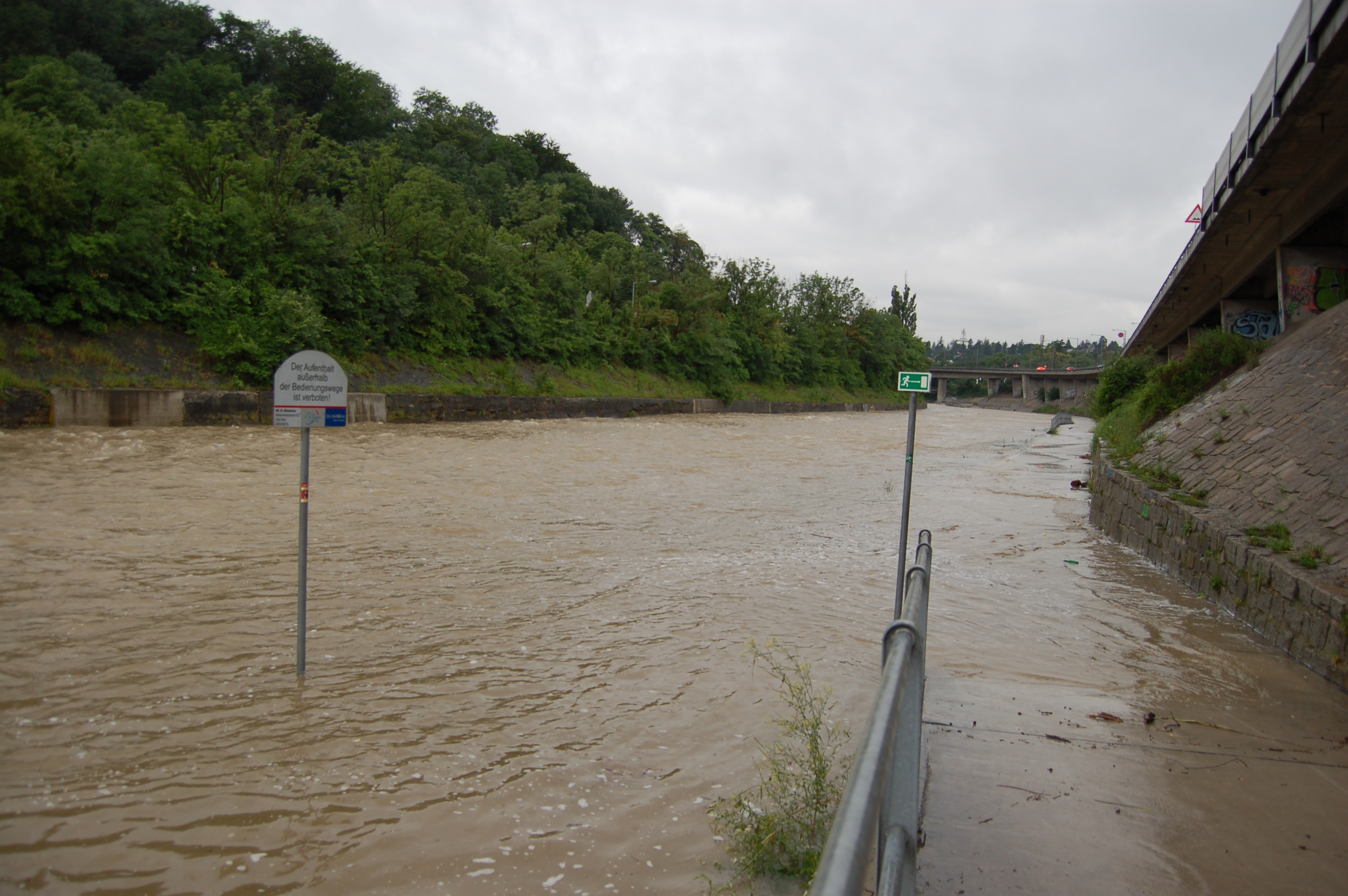
Högvatten i Wien i juni 2009